# Felicia Schröder
Sara Linnea Felicia Schröder (13 aprile 2007) è una calciatrice svedese, attaccante dell'Häcken e della nazionale svedese.

## Carriera

### Club
Dopo aver indossato la maglia dell'IFK Björkö, club di Bohus-Björkö, durante la pausa invernale 2022 Schröder si trasferisce all'Häcken firmando un contratto triennale. Inizia la stagione 2023 alternando le presenze sia nella squadra riserve (Häcken II), giocando in Division 1 (terzo livello del campionato svedese di categoria) che in prima squadra dove, alla guida tecnica di Mats Gren debutta anche in Damallsvenskan (primo livello) alla 3ª giornata di campionato, rilevando Rosa Kafaji negli ultimi minuti e fissando inoltre sul 3-0 il risultato della vittoria esterna sul Vittsjö GIK. Con 3 reti su 15 presenze di campionato Schröder contribuisce all'ottima stagione della sua squadra che chiude al secondo posto, a pari punti con l'Hammarby ma costretta a cedere il titolo al club di Stoccolma per la peggiore differenza reti. Quello stesso anno ha inoltre la possibilità di debuttare in UEFA Women's Champions League già dal primo incontro dell'edizione 2023-2024, dove nuovamente è determinante per il passaggio del turno successivo andando a rete nelle due partite con il Twente nel turno di qualificazione.

### Nazionale
Schröder inizia a essere convocata dalla Federcalcio svedese dall'estate 2022, per indossare inizialmente la maglia della selezione under 15 che si appresta a disputare un tour amichevole in Norvegia, torneo dove si fa notare per i suoi due gol realizzati su tre incontri disputati.
Le buone prestazioni le aprono la strada per i tornei ufficiali, chiamata un anno più tardi con la formazione under 17 che affronta il secondo turno di qualificazione all'Europeo di Estonia 2023 dove, oltre ai due incontri di quella fase, dopo aver ottenuto l'accesso alla fase finale gioca anche i tre del gruppo B, con la sua nazionale che perdendoli tutti viene eliminata già alla fase a gironi. Il luglio successivo è in rosa con la nazionale under-16 che disputa la Nordic Cup di categoria, dove ancora una volta si mette in luce realizzando quattro gol in tre partite e diventando la capocannoniera della squadra svedese nel torneo.
Nel 2024 inizia a vestire sia la maglia dell'under 19 che quella dell'under 23, inserita in rosa con la prima con la squadra che affronta le qualificazioni all'Europeo di Polonia 2025, contribuendo all'accesso della sua nazionale alla fase finale con 6 reti, tre per ogni fase, senza però che poi la responsabile Annelie Norén la inserisse nella rosa delle 20 ragazze scelte per il torneo.
Nel frattempo infatti si concretizza la sua prima presenza con la nazionale maggiore. Dopo che il commissario tecnico Peter Gerhardsson già l'aveva convocata per gli stages nel 2024 e l'aveva inserita in rosa, senza poi utilizzarla, nell'incontro perso 2-1 con la Francia del 24 luglio 2024 e valido per le qualificazioni all'Europeo di Svizzera 2025, fa il suo debutto il 30 maggio 2025, rilevando Kosovare Asllani al 62' dell'incontro del primo turno di UEFA Women's Nations League 2025 chiuso con l'Italia a reti inviolate
.

## Statistiche

### Presenze e reti nei club
Statistiche aggiornate al 12 agosto 2025.
| Stagione        | Squadra         | Campionato      | Campionato | Campionato | Coppe nazionali | Coppe nazionali | Coppe nazionali | Coppe continentali | Coppe continentali | Coppe continentali | Altre coppe | Altre coppe | Altre coppe | Totale | Totale |
| Stagione        | Squadra         | Comp            | Pres       | Reti       | Comp            | Pres            | Reti            | Comp               | Pres               | Reti               | Comp        | Pres        | Reti        | Pres   | Reti   |
| --------------- | --------------- | --------------- | ---------- | ---------- | --------------- | --------------- | --------------- | ------------------ | ------------------ | ------------------ | ----------- | ----------- | ----------- | ------ | ------ |
| 2023            | Häcken          | DS              | 15         | 3          | CS              | 5               | 4               | UWCL               | 10                 | 2                  | -           | -           | -           | 30     | 9      |
| 2024            | Häcken          | DS              | 24         | 12         | CS              | 15              | 8               | UWCL               | 2                  | 0                  | -           | -           | -           | 41     | 20     |
| 2025            | Häcken          | DS              | 13         | 20         | CS              | -               | -               | UWCL               | -                  | -                  | -           | -           | -           | 13     | 20     |
| Totale carriera | Totale carriera | Totale carriera | 52         | 35         | -               | 20              | 12              | -                  | 12                 | 2                  | -           | -           | -           | 84     | 49     |